# 3888 (số)
3888 (ba nghìn tám trăm tám mươi tám) là một số tự nhiên ngay sau 3887 và ngay trước 3889.